# Union nationale monégasque
L'Union nationale monégasque (abrégé L'Union ou UNM), est un parti politique monégasque de centre droit fondé en octobre 2022 par Brigitte Boccone-Pagès. Le parti rassemble d'anciens partis du centre, du centre droit et de la droite et suit une ligne politique eurosceptique.

## Histoire
Brigitte Boccone-Pagès, présidente du Conseil national depuis le 6 octobre 2022 après avoir remplacé Stéphane Valeri nommé à la tête de la Société des Bains de Mer (SBM), annonce le 17 octobre 2022 que les trois partis représentés depuis 2018 au parlement monégasque, à savoir Primo ! Priorité Monaco dont elle est issue ainsi qu'Horizon Monaco et l'Union monégasque, fusionnent pour former l'Union nationale monégasque.
Le parti présente sa liste composée de 24 candidats le 14 novembre 2022 pour les élections parlementaires de février 2023. Au total, treize candidats sont issus de Primo ! Priorité Monaco.
Lors des élections nationales monégasques de 2023, le parti obtient 89,63 %
et un total de 72 602 voix et rafle la totalité des 24 sièges du parlement dans un scrutin où l'abstention bat des records depuis 1998 puisque le taux de participation accuse une baisse de plus de 13 points en passant de 70,35 % à 57,26 %.

## Résultats électoraux
| Année | Voix   | %     | Sièges  |
| ----- | ------ | ----- | ------- |
| 2023  | 72 602 | 89,63 | 24 / 24 |